# Omikron2 Canis Majoris
Omikron2 Canis Majoris, (ο2 Canis Majoris, förkortat Omikron2 CMa, ο2 CMa), som är stjärnans Bayer-beteckning, är en ensam stjärna i den mellersta delen av stjärnbilden Stora hunden. Den har en genomsnittlig skenbar magnitud på +3,04 och är synlig för blotta ögat där ljusföroreningar ej förekommer. Baserat på parallaxmätningar i Hipparcos-uppdraget på ca 1,2 mas beräknas den befinna sig på ca 2 800 ljusårs (800 parsek) avstånd från solen.

## Nomenklatur
I stjärnkatalogen i Al Achsasi Al Mouakket-kalendern var Omikron2 Canis Majoris betecknad Thanih al Adzari (تاني ألعذاري - taanii al-atārii), som översattes till latin som Secunda Virginum, vilket betyder "den andra jungfrun". Denna stjärna, tillsammans med Epsilon CMa (Adhara), Delta CMa (Wezen) och Eta CMa (Aludra), var Al'Adhārā (ألعذاري), Jungfruarna.

## Egenskaper
Omikron2 Canis Majoris är en blå till vit superjättestjärna av spektralklass B3 Ia, som har förbrukat förrådet av väte och genererar energi genom kärnfusion av helium i dess kärna. Den har en massa som är ca 21 gånger solens massa, en radie som är ca 65 gånger större än solens och utsänder ca 220 000 gånger mera energi än solen från dess fotosfär vid en effektiv temperatur på ca 15 500 K.
Omikron2 Canis Majoris, eller 24 Canis Majoris, är en pulserande variabel av Alfa Cygni-typ (ACYG). Den varierar mellan skenbar magnitud +2,98 och 3,04 med en period av 24,44 dygn. Den förlorar massa genom dess stjärnvind med en takt av omkring 2 × 10-9 gånger solens massa per år, eller motsvarande en solmassa per 500 miljoner år.

### Collinder 121
Även om Omikron2 Canis Majoris ligger i synfältet för den öppna stjärnhopen Collinder 121, är det osannolikt att den ingår i denna. Faktum är att den optiska grannen, Omikron1 Canis Majoris, har en mycket högre sannolikhet för detta (23,1 procent) baserat på att dess egenrörelse närmare överensstämmer med stjärnhopens rörelse. Även om de ligger nära varandra på himmelssfären, är Omikron1 CMa och Omikron2 CMa sannolikt inte gravitationellt bundna till eftersom de tycks ligga många ljusår från varandra.